# Pseudepipona priesneri
Pseudepipona priesneri är en stekelart som beskrevs av Gusenleitner 1970. Pseudepipona priesneri ingår i släktet Pseudepipona och familjen Eumenidae. Inga underarter finns listade i Catalogue of Life.